# Business & Information Systems Engineering
Die Business & Information Systems Engineering (BISE), bis Ende 2015 erschienen als Wirtschaftsinformatik, ist eine zweimonatlich erscheinende, doppelt-blind begutachtende wissenschaftliche Zeitschrift der Wirtschaftsinformatik. Sie versteht sich als zentrales Organ der deutschsprachigen und europäischen Wirtschaftsinformatik-Community und strebt danach, technoökonomisch orientierten Autoren und Lesern eine Plattform für wissenschaftlich bemerkenswerte Ergebnisse erklärungs- und gestaltungsorienterter Forschung zu bieten.

## Geschichte
Die seit 1959 erschienene Zeitschrift elektronische datenverarbeitung wurde 1971 in Angewandte Informatik umbenannt. Ende 1989 wurde sie in Wirtschaftsinformatik umbenannt und ab 1990 zugleich eine neue Zählung der Jahrgänge begonnen (erster Jahrgang 1990).
Mit dem Ziel, der zunehmenden internationalen Verflechtung der Wirtschaftsinformatik-Community Rechnung zu tragen und der erklärungs- und gestaltungsorientierten Wirtschaftsinformatikforschung eine globale Plattform zu bieten, erschien die Wirtschaftsinformatik seit Heft 1/2009 parallel und inhaltlich identisch – im Sinne einer Eins-zu-eins-Übersetzung – in deutscher und englischer Sprache. In Deutsch erschien sie weiterhin unter dem Titel Wirtschaftsinformatik, und in Englisch unter dem Titel Business & Information Systems Engineering (BISE). Diese strategische Entwicklung hin zu einem internationalen Wissenschaftsjournal führte schließlich ab Heft 1/2015 zur Beendigung der deutschsprachigen Version; die Zeitschrift wird nur noch in Form der englischsprachigen BISE weitergeführt.

## Charakteristika

### Fachliches Profil und Zielgruppe
Die BISE veröffentlicht in Originalbeiträgen Forschungs- und Entwicklungsergebnisse sowie auf andere Anwendungssituationen übertragbare Praxiserkenntnisse auf dem Gebiet der Wirtschaftsinformatik. Ziel ist es, Theorien, Methoden, Werkzeuge und intersubjektiv überprüfbare Erkenntnisse über Informations- und Kommunikationssysteme zu gewinnen, um der Praxis zu helfen, IT-Probleme (besser) zu lösen. Inbegriffen sind die Bereiche Informationsmanagement, Angewandte Informatik, Betriebs- und Volkswirtschaft, Neue Medien und Operations Research, soweit moderne informations- und kommunikationstechnische Konzepte und Implementierungen behandelt oder die Entwicklung der Informationsgesellschaft erklärt oder gestaltet werden. Wichtige Randgebiete werden ebenfalls abgedeckt, soweit die Entwicklungen im Bereich der engeren Wirtschaftsinformatik wesentlich betroffen sind. Beispiele hierfür sind die Wirkung der Informations- und Kommunikationstechnologien auf Wirtschaft, Individuum und Gesellschaft sowie Fragen der Aus- und Weiterbildung. Seit 2013 hat die BISE ihre Departmentstruktur angepasst und erweitert und beinhaltet nun 7 Departments.

### Herausgeber
Der Herausgeberkreis setzt sich aus ca. 45 Mitgliedern zusammen, die gemeinsam für die Begutachtung der wissenschaftlichen Beiträge sorgen sowie Schwerpunkthefte organisieren. Je ein Viertel der Herausgeber stammt aus der betrieblichen Praxis bzw. aus dem nicht deutschsprachigen Ausland.
Geschäftsführende Herausgeber:
- Oliver Hinz: Seit 2023

- Christof Weinhardt: 2019–2023
- Martin Bichler: 2012–2018
- Hans Ulrich Buhl: 2006–2013
- Wolfgang König: 1998–2008
- Ulrich Hasenkamp: 1992–2000
- Peter Mertens: 1990–2000
- Norbert Szyperski: 1971–1991
- Paul Schmitz: 1969–1991
- Hans Konrad Schuff: 1959–1968

### Erscheinungsweise
Die BISE erscheint jährlich in sechs Ausgaben zu je ca. 70 Seiten Umfang. Ein Teil der Hefte wird einem Schwerpunktthema gewidmet. Darüber hinaus erscheinen in unregelmäßigen Abständen Sonderhefte zu herausragenden und eine größere Allgemeinheit betreffenden Fragestellungen und Ereignissen. Sie ist Organ des Fachbereichs Wirtschaftsinformatik der Gesellschaft für Informatik e. V. (GI) und der Wissenschaftlichen Kommission Wirtschaftsinformatik (WKWI) im Verband der Hochschullehrer für Betriebswirtschaft e. V. (VHB).

### Organfunktionen
Die BISE ist Organ des Fachbereichs Wirtschaftsinformatik der Gesellschaft für Informatik e. V. (GI) und der Wissenschaftlichen Kommission Wirtschaftsinformatik (WKWI) im Verband der Hochschullehrer für Betriebswirtschaft e. V. (VHB).

### Departments
Die BISE teilt sich in sieben Departments für wissenschaftliche Artikel, mit den jeweiligen Schwerpunkten:
- Business Process Management
- Computational Methods and Decision Support
- Economics of Information Systems
- Enterprise Modeling and Enterprise IS
- Information Systems Engineering and Technology
- IS Foundations and Research Methods
- Management and Use of Information and Knowledge

### Weitere Rubriken
Neben der Veröffentlichung wissenschaftlicher Artikel bietet die Zeitschrift folgende Rubriken:
- BISE – Research Notes
- BISE – State of the Art
- BISE – Discussion
- BISE – Catchword
- BISE – Profile

## Rezeption
Das VHB Publication Media Rating 2024 stuft die BISE in die Kategorie B ein; im Teilranking Wirtschaftsinformatik belegt sie den 11. Platz.
Der Impact-Faktor für 2014 betrug 1,74 und stieg bis 2016 auf 3,392 und bis 2019 weiter auf 5.837 und 7.361 (5-year).